# August Balthazar
August Jozef (Gust) Balthazar (Gent, 10 oktober 1893 - Mariakerke, 22 juli 1952) was een Belgisch politicus voor de BWP.

## Levensloop
Balthazar was afkomstig uit een arbeidersgezin afkomstig uit Wetteren. Hij volgde middelbaar onderwijs in Gent en enkele leergangen aan de Rijksuniversiteit van Gent. In 1909 engageerde hij zich in de Gentse socialistische beweging. Aanvankelijk behoorde hij tot de uitgesproken marxistische linkerzijde rond Hendrik de Man die meer sympathie had voor de Vlaamse Beweging dan de oude garde rond Edward Anseele senior. In 1913 werd hij propagandist bij het socialistische dagblad Vooruit. Daarnaast was hij als militant van de Socialistische Jonge Wacht (SJW) lid van het bureau van de Vlaamse federatie van de SJW, directielid van de SJW-afdeling van Gent en redacteur van het blad De Jonge Socialist. Ook was hij medeorganisator van een socialistische zondagsschool. 
Bij de uitbraak van de Eerste Wereldoorlog in 1914 werd Gust Balthazar gemobiliseerd. Tijdens de strijd tegen de Duitsers raakte hij gewond en werd hij krijgsgevangen genomen. Hij werd overgebracht naar het kamp van Göttingen, waar hij socioculturele activiteiten opzette en geconfronteerd werd met propaganda rond het activisme. Hoewel Balthazar begrip had voor de activistische standpunten, verzette hij zich bijvoorbeeld tegen de afscheuring van de groep rond Jef Van Extergem uit de Antwerpse Socialistische Jonge Wacht.
Na de Eerste Wereldoorlog trad Balthazar in de actieve politiek. In 1921 werd hij verkozen tot gemeenteraadslid van Gent, wat hij bleef tot in 1946, en van 1921 tot 1929 was hij provincieraadslid van Oost-Vlaanderen. In juni 1923 volgde Balthazar Rudolf Vercammen op als schepen van burgerlijke stand. Na de gemeenteraadsverkiezingen van 1926 werd hij schepen van Financiën. 
In 1929 werd hij voor het arrondissement Gent-Eeklo verkozen tot lid van de Kamer van volksvertegenwoordigers, wat hij bleef tot in 1944. 
In de Kamer profileerde Balthazar zich als Vlaamsgezinde socialist en had hij bijvoorbeeld kritiek op de wet op het taalgebruik in bestuurszaken, die voor hem niet ver genoeg ging. In 1937 nam hij deel aan een grote amnestiebetoging in Brussel en ook was hij ondervoorzitter van het eerste Vlaamsch Socialistisch Congres (1937) en een prominent spreker op de socialistische Guldensporenviering (1939). Tegelijkertijd had hij harde kritiek op de fascistische koers die de Vlaamsch Nationaal Verbond voerde.
Balthazar was tevens directeur van de socialistische krant Vooruit, beheerder van de Bank van de Arbeid en de Vooruit en bestuurder bij verschillende industriële maatschappijen. Toen de Bank van de Arbeid in maart 1934 failliet ging, ging de 20 miljoen frank die de stad Gent bij de Bank van Arbeid had belegd in rook op. Als schepen van Financiën werd Balthazar hiervoor verantwoordelijk gesteld en in juni 1934 werd hij uit het schepencollege gezet. De Gentse socialisten waren daar zeer misnoegd over en trokken zich vervolgens terug uit het gemeentebestuur. Het faillissement van de Bank van de Arbeid maakte een einde aan de politieke carrière aan Edward Anseele senior, waarna Balthazar de nieuwe sterke man van de Gentse BWP-afdeling werd. In deze hoedanigheid boog hij zich over de liquidatie van de Bank van de Arbeid en de herstructurering van de coöperatieve maatschappij Vooruit, die zwaar te lijden had onder het faillissement van de Bank van de Arbeid.
Van mei 1938 tot februari 1939 was August Balthazar in de regering-Spaak I minister van Openbare Werken en Opslorping van de Werkloosheid en van september 1939 tot augustus 1940 was hij minister van Arbeid en Sociale Voorzorg in de regeringen-Pierlot III en IV. Na de uitbraak van de Tweede Wereldoorlog in mei 1940 volgde hij de Belgische regering naar Frankrijk, maar ging hij niet mee naar Londen, waardoor hij zijn ontslagbrief overhandigde aan premier Hubert Pierlot. In september 1942 kwam hij dan echter toch in Londen aan en na enige discussie werd hij op 1 mei 1943 als minister van Openbare Werken en Verkeerswezen opgenomen in de regering in ballingschap. Na de Bevrijding in september 1944 verdween hij uit de regering.
Bij zijn terugkeer in Gent bleek een nieuwe generatie onder leiding van Edward Anseele jr. de socialistische partij in handen te hebben genomen en was er voor hem geen plaats meer. Balthazar trok de deur zonder veel strijd achter zich dicht, werd geen lid van de nieuwe Belgische Socialistische Partij en verliet de actieve politiek. Nadien werd hij kaderlid in een grafisch bedrijf. Gust Balthazar overleed in juli 1952 op 58-jarige leeftijd.